# Prince Edward—Hastings (circonscription provinciale)
Circonscription électorale provinciale du Canada
Prince Edward—Hastings est une ancienne circonscription provinciale de l'Ontario représentée à l'Assemblée législative de l'Ontario de 1999 à 2018.

## Géographie
En 2003, la circonscription comprenait:
- Les comtés de Prince Edward et d'Hastings, excepté la ville de Quinte West

## Historique
| Législature | Années    | Député                | Député              | Parti                     |
| ----------- | --------- | --------------------- | ------------------- | ------------------------- |
| 37e         | 1999-2003 |                       | Ernest Parsons (en) | Libéral                   |
| 38e         | 2003-2007 |                       | Ernest Parsons (en) | Libéral                   |
| 39e         | 2007-2011 | Leona Dombrowsky (en) |                     | Libéral                   |
| 40e         | 2011-2014 |                       | Todd Smith          | Progressiste-conservateur |
| 41e         | 2014-2018 |                       | Todd Smith          | Progressiste-conservateur |

## Circonscription fédérale
Depuis les élections provinciales ontariennes du 4 octobre 2007, l'ensemble des circonscriptions provinciales et des circonscriptions fédérales sont identiques.